# Kim Jin-Young
Kim Jin-Young (2 de febrero del 2000) es un jugador de balonmano surcoreano que juega de lateral derecho. Es internacional con la selección de balonmano de Corea del Sur.
Su primer gran campeonato con la selección fue el Campeonato Mundial de Balonmano Masculino de 2021.

## Clubes
| Club                 | País          | Año         |
| -------------------- | ------------- | ----------- |
| Kyung Hee University | Corea del Sur | 2019 - 2021 |
| Ademar León          | España        | 2021 - 2023 |